# Sysdata Eletronica MicroColor
Sysdata Eletronica MicroColor (MicroColor) је био кућни рачунар фирме Sysdata Eletronica који је почео да се производи у Бразилу од 1983. године.
Користио је Motorola 6803 (6800 компатибилан) као микропроцесор. RAM меморија рачунара је имала капацитет од 4 KB, 3142 бајтова остављено за корисника. 

## Детаљни подаци
Детаљнији подаци о рачунару MicroColor су дати у табели испод.
|                       |                                                                            |
| [ 1 ]                 |                                                                            |
| Произвођач            |                                                                            |
| Тип                   | кућни рачунар                                                              |
| Меморија              | 4 KB, 3142 бајтова остављено за корисника                                  |
| Поријекло             | Бразил                                                                     |
| Година                | 1983                                                                       |
| Тастатура             | QWERTY калкулатор стил тастатура, 48 тастера, Бејсик команде изнад тастера |
| Процесор              |                                                                            |
| Фреквенција процесора | 1,8 ?                                                                      |
| RAM                   | 4 KB, 3142 бајтова остављено за корисника                                  |
| ROM                   | 12 KB                                                                      |
| Текст                 | 32 x 16                                                                    |
| Графика               | Са Бејсиком: 64 x 32 (полу-графичких знакова), 8 боја                      |
| Боја                  | 9                                                                          |
| Звук                  | 1 канал, генератор звука кроз тв звучник                                   |
| Димензије             | 216 x 178 x 51 / 900 грама                                                 |
| Портови               |                                                                            |
| Оперативни систем     |                                                                            |